# Newfane (Vermont)
Pour les articles homonymes, voir Newfane.
Newfane est une ville située dans le comté de Windham, dans l'État du Vermont, aux États-Unis. Sa population s’élevait à 1 726 habitants lors du recensement de 2010, estimée à 1 668 habitants en 2015.

## Démographie
| Groupe            | Newfane | Vermont | États-Unis |
| ----------------- | ------- | ------- | ---------- |
| Blancs            | 93,7    | 95,3    | 72,4       |
| Métis             | 2,3     | 1,7     | 2,9        |
| Asiatiques        | 2,2     | 1,3     | 4,8        |
| Afro-Américains   | 1,0     | 1,0     | 12,6       |
| Autres            | 0,5     | 0,4     | 6,2        |
| Amérindiens       | 0,3     | 0,4     | 0,9        |
| Total             | 100     | 100     | 100        |
|                   |         |         |            |
| Latino-Américains | 2,1     | 1,5     | 17,37      |

Selon l'American Community Survey, pour la période 2011-2015, 97,70 % de la population âgée de plus de 5 ans déclare parler l'anglais à la maison, 1,03 % l'italien, 0,80 % le français et 0,46 % une autre langue.

## Source
- (en) Cet article est partiellement ou en totalité issu de l’article de Wikipédia en anglais intitulé « Newfane, Vermont » (voir la liste des auteurs).

1. ↑  (en) « Population of Vermont - Census 2010 and 2000 », sur censusviewer.com.
2. ↑  (en) « Newfane, VT Population - Census 2010 and 2000 », sur censusviewer.com.
3. ↑  (en) « Language spoken at home by ability to speak English for the population 5 years and over », sur factfinder.census.gov.